# Himmelhalvkugle
Himmelhalvkugle er betegnelse for en projektion af Jordens nordlige og sydlige halvkugler på himmelhvælvet.
I lighed med Jordens geografisk opdeling, er himmelhvælvet opdelt i en ækvator, og nordlige og sydlige breddegrader, men hvor Jorden er opdelt i østlige og vestlige længdegrader, er himmelhvælvet i stedet opdelt i timer, minutter og sekunder (h:m:s) – den såkaldte rektascension (R.A. eller RA).
Hver af disse timer dækker præcis den vinkel, som Jorden roterer om sin egen akse hver time. En sådan time på himlen er 15° bred.
På himlen kaldes positionen i breddegrader for deklination (dec. eller δ).
| Astronomi | Spire Denne artikel om astronomi er en spire som bør udbygges. Du er velkommen til at hjælpe Wikipedia ved at udvide den. |